# Dion carmenta
Dion carmenta är en fjärilsart som beskrevs av William Chapman Hewitson 1870. Dion carmenta ingår i släktet Dion och familjen tjockhuvuden. Inga underarter finns listade i Catalogue of Life.